# Оскар (76-та церемонія вручення)
76-та церемонія вручення премії «Оскар» за заслуги в області кінематографа за 2003 рік відбулася 29 лютого 2004 року у театрі «Кодак» (Голлівуд, Лос-Анджелес, Каліфорнія). Ведучим церемонії став комік та актор Біллі Крістал.

## Фільми, що отримали кілька номінацій
| Фільм                                                 | номінації | перемоги |
| ----------------------------------------------------- | --------- | -------- |
| • Володар перснів: Повернення короля                  | 11        | 11       |
| • Володар морів                                       | 10        | 2        |
| • Холодна гора                                        | 7         | 1        |
| • Фаворит                                             | 7         | -        |
| • Таємнича ріка                                       | 6         | 2        |
| • Пірати Карибського моря: Прокляття «Чорної перлини» | 5         | -        |
| • Труднощі перекладу                                  | 4         | 1        |
| • У пошуках Немо (м/ф)                                | 4         | 1        |
| • Місто Бога                                          | 4         | -        |
| • Останній самурай                                    | 4         | -        |
| • Будинок з піску та туману                           | 3         | -        |
| • В Америці                                           | 3         | -        |
| • Дівчина з перлинною сережкою                        | 3         | -        |
| • Навали варварів                                     | 2         | 1        |
| • 21 грам                                             | 2         | -        |
| • Тріо з Бельвіля (м/ф)                               | 2         | -        |

## Список лауреатів та номінантів
★Переможці виділені окремим кольором.

### Основні категорії
| Категорії                                  | Лауреат(к)и та номінант(к)и                                                                   | Лауреат(к)и та номінант(к)и                                                                 |
| ------------------------------------------ | --------------------------------------------------------------------------------------------- | ------------------------------------------------------------------------------------------- |
| Найкращий фільм                            | ★Володар перснів: Повернення короля (продюсери: Баррі М. Осборн, Пітер Джексон і Френ Волш)   | ★Володар перснів: Повернення короля (продюсери: Баррі М. Осборн, Пітер Джексон і Френ Волш) |
| Найкращий фільм                            | • Труднощі перекладу (продюсери: Росс Кац і Софія Коппола)                                    |                                                                                             |
| Найкращий фільм                            | • Володар морів (продюсери: Семюел Голдвін мол., Пітер Вір і Дункан Хендерсон)                |                                                                                             |
| Найкращий фільм                            | • Таємнича ріка (продюсери: Роберт Лоренц, Джуді Гойт і Клінт Іствуд)                         |                                                                                             |
| Найкращий фільм                            | • Фаворит (продюсери: Кетлін Кеннеді, Френк Маршалл та Гері Росс)                             |                                                                                             |
| Найкращий режисер                          | Пітер Джексон                                                                                 | ★Пітер Джексон — «Володар перснів: Повернення короля»                                       |
| Найкращий режисер                          | Пітер Джексон                                                                                 | • Фернанду Мейрелліш — «Місто Бога»                                                         |
| Найкращий режисер                          | Пітер Джексон                                                                                 | • Софія Коппола — «Труднощі перекладу»                                                      |
| Найкращий режисер                          | Пітер Джексон                                                                                 | • Пітер Вір — «Володар морів»                                                               |
| Найкращий режисер                          | Пітер Джексон                                                                                 | • Клінт Іствуд — «Таємнича ріка»                                                            |
| Найкраща чоловіча роль                     |                                                                                               | ★Шон Пенн — «Таємнича ріка» (за роль Джиммі Маркума)                                        |
| Найкраща чоловіча роль                     | • Джонні Депп — «Пірати Карибського моря: Прокляття «Чорної перлини»» (за роль Джека Горобця) |                                                                                             |
| Найкраща чоловіча роль                     | • Бен Кінґслі — «Будинок з піску та туману» (за роль Массуда Аміра Берані)                    |                                                                                             |
| Найкраща чоловіча роль                     | • Джуд Лоу — «Холодна гора» (за роль Інмана)                                                  |                                                                                             |
| Найкраща чоловіча роль                     | • Білл Мюррей — «Труднощі перекладу» (за роль Боба Гарріса)                                   |                                                                                             |
| Найкраща жіноча роль                       |                                                                                               | ★Шарліз Терон — «Монстр» (за роль Ейлін Ворнос)                                             |
| Найкраща жіноча роль                       | • Кейша Касл-Г'юз — «Оседлавший кита» (за роль Пайкеа)                                        |                                                                                             |
| Найкраща жіноча роль                       | • Даян Кітон — «Любов за правилами та без» (за роль Еріки Баррі)                              |                                                                                             |
| Найкраща жіноча роль                       | • Саманта Мортон — «В Америці» (за роль Сари Салліван)                                        |                                                                                             |
| Найкраща жіноча роль                       | • Наомі Воттс — «21 грам» (за роль Христини Пек)                                              |                                                                                             |
| Найкраща чоловіча роль другого плану       |                                                                                               | ★Тім Роббінс — «Таємнича ріка» (за роль Дейва Бойла)                                        |
| Найкраща чоловіча роль другого плану       | • Алек Болдвін — «Гальмо» (за роль Шеллі Кеплоу)                                              |                                                                                             |
| Найкраща чоловіча роль другого плану       | • Бенісіо дель Торо — «21 грам» (за роль Джека Джордана)                                      |                                                                                             |
| Найкраща чоловіча роль другого плану       | • Джимон Гонсу — «В Америці» (за роль Матео)                                                  |                                                                                             |
| Найкраща чоловіча роль другого плану       | • Ватанабе Кен — «Останній самурай» (за роль Кацумото)                                        |                                                                                             |
| Найкраща жіноча роль другого плану         |                                                                                               | ★Рене Зеллвегер — «Холодна гора» (за роль Рубі Тьюс)                                        |
| Найкраща жіноча роль другого плану         | • Шохре Агдашлу — «Будинок з піску та туману» (за роль Наді Берані)                           |                                                                                             |
| Найкраща жіноча роль другого плану         | • Патріша Кларксон — «Свято Ейпріл» (за роль Джой Бернс)                                      |                                                                                             |
| Найкраща жіноча роль другого плану         | • Марсія Ґей Гарден — «Таємнича ріка» (за роль Селести Бойл)                                  |                                                                                             |
| Найкраща жіноча роль другого плану         | • Голлі Гантер — «тринадцять» (за роль Мелані Фріленд)                                        |                                                                                             |
| Найкращий оригінальний сценарій            |                                                                                               | ★Софія Коппола — «Труднощі перекладу»                                                       |
| Найкращий оригінальний сценарій            | • Дені Аркан — «Навали варварів»                                                              |                                                                                             |
| Найкращий оригінальний сценарій            | • Стівен Найт — «Брудні принади»                                                              |                                                                                             |
| Найкращий оригінальний сценарій            | • Ендрю Стентон, Боб Пітерсон та Девід Рейнольдс — «У пошуках Немо»                           |                                                                                             |
| Найкращий оригінальний сценарій            | • Джим Шерідан, Наомі Шерідан та Кірстен Шерідан — «В Америці»                                |                                                                                             |
| Найкращий адаптований сценарій             | Пітер Джексон                                                                                 | ★Френ Волш, Філіпа Боєнс та Пітер Джексон — «Володар перснів: Повернення короля»            |
| Найкращий адаптований сценарій             | Пітер Джексон                                                                                 | • Роберт Пульчіні і Шарі Спрінгер Берман — «Американська пишнота»                           |
| Найкращий адаптований сценарій             | Пітер Джексон                                                                                 | • Брауліо Мантовані — «Місто Бога»                                                          |
| Найкращий адаптований сценарій             | Пітер Джексон                                                                                 | • Браян Гелгеленд — «Таємнича ріка»                                                         |
| Найкращий адаптований сценарій             | Пітер Джексон                                                                                 | • Гері Росс — «Фаворит»                                                                     |
| Найкращий анімаційний повнометражний фільм | ★У пошуках Немо/Finding Nemo (Ендрю Стентон)                                                  | ★У пошуках Немо/Finding Nemo (Ендрю Стентон)                                                |
| Найкращий анімаційний повнометражний фільм | • Братик ведмедик/Brother Bear (Аарон Блейс та Роберт Вокер)                                  |                                                                                             |
| Найкращий анімаційний повнометражний фільм | • Тріо з Бельвіля/Les Triplettes de Belleville (Сільвен Шоме)                                 |                                                                                             |
| Найкращий фільм іноземною мовою            | ★Навали варварів/Les Invasions barbares (Канада) реж. Дені Аркан                              | ★Навали варварів/Les Invasions barbares (Канада) реж. Дені Аркан                            |
| Найкращий фільм іноземною мовою            | • Зло/Ondskan (Швеція) реж. Мікаель Хофстра                                                   |                                                                                             |
| Найкращий фільм іноземною мовою            | • Сутінковий самурай/たそがれ 清兵衛 (Tasogare Seibei) (Японія) реж. Едзі Ямада               |                                                                                             |
| Найкращий фільм іноземною мовою            | • Сестри-близнюки (Нідерланди) реж. Бен Сомбогаарт                                            |                                                                                             |
| Найкращий фільм іноземною мовою            | • Желари (Чехія) реж. Ондрей Троян                                                            |                                                                                             |

### Інші категорії
| Категорії                                                       | Лауреат(к)и та номінант(к)и                                                                                          | Лауреат(к)и та номінант(к)и                                                                                  |
| --------------------------------------------------------------- | --- | --- |
| Найкраща музика Оригінальний саундтрек                          | Говард Шор | ★Говард Шор — «Володар перснів: Повернення короля» (саундтрек)                                               |
| Найкраща музика Оригінальний саундтрек                          | Говард Шор | • Денні Ельфман — «Велика риба»                                                                              |
| Найкраща музика Оригінальний саундтрек                          | Говард Шор | • Габріель Яред — «Холодна гора»                                                                             |
| Найкраща музика Оригінальний саундтрек                          | Говард Шор | • Томас Ньюман — «У пошуках Немо»                                                                            |
| Найкраща музика Оригінальний саундтрек                          | Говард Шор | • Джеймс Горнер — «Будинок з піску та туману»                                                                |
| Найкраща пісня до фільму                                        | ★Into the West — «Володар перснів: Повернення короля» — музика та слова:Френ Волш, Говард Шор і Енні Леннокс         | ★Into the West — «Володар перснів: Повернення короля» — музика та слова:Френ Волш, Говард Шор і Енні Леннокс |
| Найкраща пісня до фільму                                        | •Belleville Rendez-vous — «Тріо з Бельвіля» — музика:Бенуа Шаре, слова: Сільвен Шоме                                 | |
| Найкраща пісня до фільму                                        | •A Kiss at the End of the Rainbow — «Потужний вітер» — музика та слова: Майкл Маккін та Аннетт О'Тул                 | |
| Найкраща пісня до фільму                                        | • Scarlet Tide — «Холодна гора» — музика: Ті-Боун Бернет, слова: Елвіс Костелло                                      | |
| Найкраща пісня до фільму                                        | •You Will Be My Ain True Love — «Холодна гора» — музика та слова: Стінг                                              | |
| Найкращий монтаж                                                | ★Джемі Селкирк — «Володар перснів: Повернення короля»                                                                | ★Джемі Селкирк — «Володар перснів: Повернення короля»                                                        |
| Найкращий монтаж                                                | • Даніель Резенде — «Місто Бога»                                                                                     | |
| Найкращий монтаж                                                | • Волтер Мерч — «Холодна гора»                                                                                       | |
| Найкращий монтаж                                                | • Лі Сміт — «Володар морів»                                                                                          | |
| Найкращий монтаж                                                | • Вільям Голденберг — «Фаворит»                                                                                      | |
| Найкраща операторська робота                                    | ★Рассел Бойд — «Володар морів»                                                                                       | ★Рассел Бойд — «Володар морів»                                                                               |
| Найкраща операторська робота                                    | • Сесар Чарлоне — «Місто Бога»                                                                                       | |
| Найкраща операторська робота                                    | • Джон Сил — «Холодна гора»                                                                                          | |
| Найкраща операторська робота                                    | • Едуарду Серра — «Дівчина з перлинною сережкою»                                                                     | |
| Найкраща операторська робота                                    | • Джон Шварцман — «Фаворит»                                                                                          | |
| Найкраща робота художника-постановника, художника по декораціях | ★Грант Мейджор (постановник) , Ден Генна, Алан Лі (декоратори) — «Володар перснів: Повернення короля»                | ★Грант Мейджор (постановник) , Ден Генна, Алан Лі (декоратори) — «Володар перснів: Повернення короля»        |
| Найкраща робота художника-постановника, художника по декораціях | • Бен Ван Ос (постановник) , Сесіль Гейдеман (декоратор) — «Дівчина з перлинною сережкою»                            | |
| Найкраща робота художника-постановника, художника по декораціях | • Ліллі Кілверт (постановник) , Гретчен Рау (декоратор) — «Останній самурай»                                         | |
| Найкраща робота художника-постановника, художника по декораціях | • Вільям Сенделл (постановник) , Роберт Гулд (декоратор) — «Володар морів»                                           | |
| Найкраща робота художника-постановника, художника по декораціях | • Жаннин Клаудія Оппволл (постановник) , Леслі А. Повп (декоратор) — «Фаворит»                                       | |
| Найкращий дизайн костюмів                                       | ★Найла Діксон та Річард Тейлор — «Володар перснів: Повернення короля»                                                | ★Найла Діксон та Річард Тейлор — «Володар перснів: Повернення короля»                                        |
| Найкращий дизайн костюмів                                       | • Дін Ван Страален — «Дівчина з перлинною сережкою»                                                                  | |
| Найкращий дизайн костюмів                                       | • Найла Діксон — «Останній самурай»                                                                                  | |
| Найкращий дизайн костюмів                                       | • Венді Стайтс — «Володар морів»                                                                                     | |
| Найкращий дизайн костюмів                                       | • Джудіанна Маковски — «Фаворит»                                                                                     | |
| Найкращий звук                                                  | ★Крістофер Бойс, Майкл Семанік, Майкл Геджес, Геммонд Пік — «Володар перснів: Повернення короля»                     | ★Крістофер Бойс, Майкл Семанік, Майкл Геджес, Геммонд Пік — «Володар перснів: Повернення короля»             |
| Найкращий звук                                                  | • Енді Нельсон, Анна Бельмер, Джефф Векслер — «Останній самурай»                                                     | |
| Найкращий звук                                                  | • Пол Мессі, Даг Гемфілл, Арт Рочестер — «Володар морів»                                                             | |
| Найкращий звук                                                  | • Крістофер Бойс, Девід Паркер, Девід Е. Кемпбелл, Лі Орлофф — «Пірати Карибського моря: Прокляття «Чорної перлини»» | |
| Найкращий звук                                                  | • Енді Нельсон, Анна Бельмер, Тод А. Мейтленд — «Фаворит»                                                            | |
| Найкращий звуковий монтаж                                       | ★Річард Кінг — «Володар морів»                                                                                       | ★Річард Кінг — «Володар морів»                                                                               |
| Найкращий звуковий монтаж                                       | • Гері Райдстром, Майкл Сильверс — «У пошуках Немо»                                                                  | |
| Найкращий звуковий монтаж                                       | • Крістофер Бойс, Джордж Воттерс II — «Пірати Карибського моря: Прокляття «Чорної перлини»»                          | |
| Найкращі візуальні ефекти                                       | ★Джим Ригель, Джо Леттері, Рендалл Вільям Кук, Алекс Функе — «Володар перснів: Повернення короля»                    | ★Джим Ригель, Джо Леттері, Рендалл Вільям Кук, Алекс Функе — «Володар перснів: Повернення короля»            |
| Найкращі візуальні ефекти                                       | • Ден Судика, Стефан Фангмейер, Натан МакГіннесс, Роберт Стромберг — «Володар морів»                                 | |
| Найкращі візуальні ефекти                                       | • Джон Нолл, Гел Т. Гікель, Чарльз Гібсон, Террі Фрейз — «Пірати Карибського моря: Прокляття «Чорної перлини»»       | |
| Найкращий грим                                                  | ★Річард Тейлор та Пітер Кінг — «Володар перснів: Повернення короля»                                                  | ★Річард Тейлор та Пітер Кінг — «Володар перснів: Повернення короля»                                          |
| Найкращий грим                                                  | • Едуард Ф. Енрікес та Іоланда Тоуссінг — «Володар морів»                                                            | |
| Найкращий грим                                                  | • Ве Нілл та Мартін Семюел — «Пірати Карибського моря: Прокляття «Чорної перлини»»                                   | |
| Найкращий документальний повнометражний фільм                   | ★Туман війни/The Fog of War (Еррол Морріс та Майкл Вільямс)                                                          | ★Туман війни/The Fog of War (Еррол Морріс та Майкл Вільямс)                                                  |
| Найкращий документальний повнометражний фільм                   | • Балсерос/Balseros (Карлес Бош і Хосеп Марія Доменек)                                                               | |
| Найкращий документальний повнометражний фільм                   | • Захоплення Фрідманов/Capturing the Friedmans (Ендрю Джарекі і Марк Смерлінг)                                       | |
| Найкращий документальний повнометражний фільм                   | • Мій архітектор /My Architect (Натаніель Кан і Сьюзен Роуз Бер)                                                     | |
| Найкращий документальний повнометражний фільм                   | • Підпілля погоди/The Weather Underground (Сем Грін і Білл Сігел)                                                    | |
| Найкращий документальний короткометражний фільм                 | ★Серце Чорнобиля/Chernobyl Heart (Маріанн справі)                                                                    | ★Серце Чорнобиля/Chernobyl Heart (Маріанн справі)                                                            |
| Найкращий документальний короткометражний фільм                 | • Притулок/Asylum (Сенді МакЛеод та Джині Ретікер)                                                                   | |
| Найкращий документальний короткометражний фільм                 | • Поромні казки/Ferry Tales (Катя Ессон)                                                                             | |
| Найкращий ігровий короткометражний фільм                        | ★Два солдата/Two Soldiers (Аарон Шнайдер та Ендрю Дж. Сакс)                                                          | ★Два солдата/Two Soldiers (Аарон Шнайдер та Ендрю Дж. Сакс)                                                  |
| Найкращий ігровий короткометражний фільм                        | • Червона куртка/Die rote Jacke (Флоріан Баксмейер)                                                                  | |
| Найкращий ігровий короткометражний фільм                        | • Міст/Most (Боббі Гарабедіан та Вільям Забка)                                                                       | |
| Найкращий ігровий короткометражний фільм                        | • Сквош/Squash (Ліонель Байю)                                                                                        | |
| Найкращий ігровий короткометражний фільм                        | • Торсіон/(A) Torzija (Стефан Арсенійович)                                                                           | |
| Найкращий анімаційний короткометражний фільм                    | ★Гарві Крампет/Harvie Krumpet (Адам Елліот)                                                                          | ★Гарві Крампет/Harvie Krumpet (Адам Елліот)                                                                  |
| Найкращий анімаційний короткометражний фільм                    | • Баранчик/Boundin' (Бад Лаккі)                                                                                      | |
| Найкращий анімаційний короткометражний фільм                    | • Доля/Destino (Домінік Монфері та Рой Едвард Дісней)                                                                | |
| Найкращий анімаційний короткометражний фільм                    | • Втрачений горіх/Gone Nutty (Карлос Салдана і Джон Сі Донкін)                                                       | |
| Найкращий анімаційний короткометражний фільм                    | • Клює/Nibbles (Крістофер Хінтон)                                                                                    | |

### Спеціальна нагорода
| нагорода                                                     | Лауреат | |
| ------------------------------------------------------------ | --- | --- |
| Премія за видатні заслуги у кінематографі (Почесний «Оскар») | ★Блейк Едвардс — на знак визнання його сценарних та режисерських робіт, а також інших видатних творів, створених ним на ниві продюсування. (In recognition of his writing, directing and producing an extraordinary body of work for the screen.) | ★Блейк Едвардс — на знак визнання його сценарних та режисерських робіт, а також інших видатних творів, створених ним на ниві продюсування. (In recognition of his writing, directing and producing an extraordinary body of work for the screen.) |

## Науково-технічні нагороди
Церемонія вручення нагород за науково-технічні досягнення пройшла поза основної церемонії нагородження 14 лютого 2004 в «Ritz-Carlton Huntington Hotel» (Пасадіна, округ Лос-Анджелес). Ведучою церемонії була акторка Дженніфер Гарнер.
| Нагорода (Категорія)             | Лауреати | |
| -------------------------------- | --- | --- |
| Нагорода імені Гордона Соєра     | •Пітер Д. Паркс | •Пітер Д. Паркс |
| Medal of Commendation            | •Дуглас Грінфілд — у знак вдячності за видатні заслуги та самовідданість у відстоюванні високих стандартів Академії кінематографічних мистецтв та наук. | •Дуглас Грінфілд — у знак вдячності за видатні заслуги та самовідданість у відстоюванні високих стандартів Академії кінематографічних мистецтв та наук. |
| Academy Award of Merit           | • Digidesign — За проектування, розробку та реалізацію звукової технології «Pro Tools digital audio workstation». (For the design, development and implementation of the Pro Tools digital audio workstation. The efficient algorithms, extensible architecture and intuitive interface have enabled Pro Tools to become the worldwide standard for the creation and editing of motion picture soundtracks.) | • Digidesign — За проектування, розробку та реалізацію звукової технології «Pro Tools digital audio workstation». (For the design, development and implementation of the Pro Tools digital audio workstation. The efficient algorithms, extensible architecture and intuitive interface have enabled Pro Tools to become the worldwide standard for the creation and editing of motion picture soundtracks.) |
| Academy Award of Merit           | • Білл Тондро (Kuper Controls) — For his significant advancements in the field of motion control technology for motion picture visual effects. Measuring his valuable contributions to the invention and implementation of robotic camera systems in decades rather than years, his efforts have aided motion control in becoming a core technology that has supported the renaissance of visual effects.    | |
| Scientific and Engineering Award | • Kinoton GmbH — for the engineering and development of the Kinoton FP 30/38 EC II Studio Projector. | • Kinoton GmbH — for the engineering and development of the Kinoton FP 30/38 EC II Studio Projector. |
| Scientific and Engineering Award | • Кеннет Л. Тінглер, Чарльз Сі Андерсон, Diane E. Kestner, Брайан А. Шелл (Eastman Kodak Company) — for the successful development of a process-surviving antistatic layer technology for motion picture film. | |
| Scientific and Engineering Award | • Крістофер Альфред, Ендрю Кеннон, Майкл Сі Карлос, Марк Кребтрі, Чак Гріндстафф, Джон Мелансон — for their significant contributions to the evolution of digital audio editing for motion picture post production. | |
| Scientific and Engineering Award | • Stephen Regelous — for the design and development of Massive, the autonomous agent animation system used for the battle sequences in «The Lord of the Rings» trilogy. | |
| Technical Achievement Award      | • Kish Sadhvani, Пол Дюкло, Карл Перніконе — for the concept and optical design (Sadhvani), for for the practical realization and production engineering (Duclos) and for the mechanical design and engineering (Pernicone) of the portable cine viewfinder system known as the Ultimate Director's Finder (UDF).                                                                                            | • Kish Sadhvani, Пол Дюкло, Карл Перніконе — for the concept and optical design (Sadhvani), for for the practical realization and production engineering (Duclos) and for the mechanical design and engineering (Pernicone) of the portable cine viewfinder system known as the Ultimate Director's Finder (UDF).                                                                                            |
| Technical Achievement Award      | • Генрік Ванн Йенсен, Стівен Р. Маршнер, Пет Ханрахан — for their pioneering research in simulating subsurface scattering of light in translucent materials as presented in their paper "A Practical Model for Subsurface Light Transport. | |
| Technical Achievement Award      | • Крістоф Гері, Кен Макгауф, Джо Леттері — for their groundbreaking implementations of practical methods for rendering skin and other translucent materials using subsurface scattering techniques. | |